# 5899 Jedicke
5899 Jedicke (1986 AH) là một tiểu hành tinh vành đai chính bên trong được phát hiện ngày 9 tháng 1 năm 1986 bởi C. S. Shoemaker ở Palomar.